# Yupik

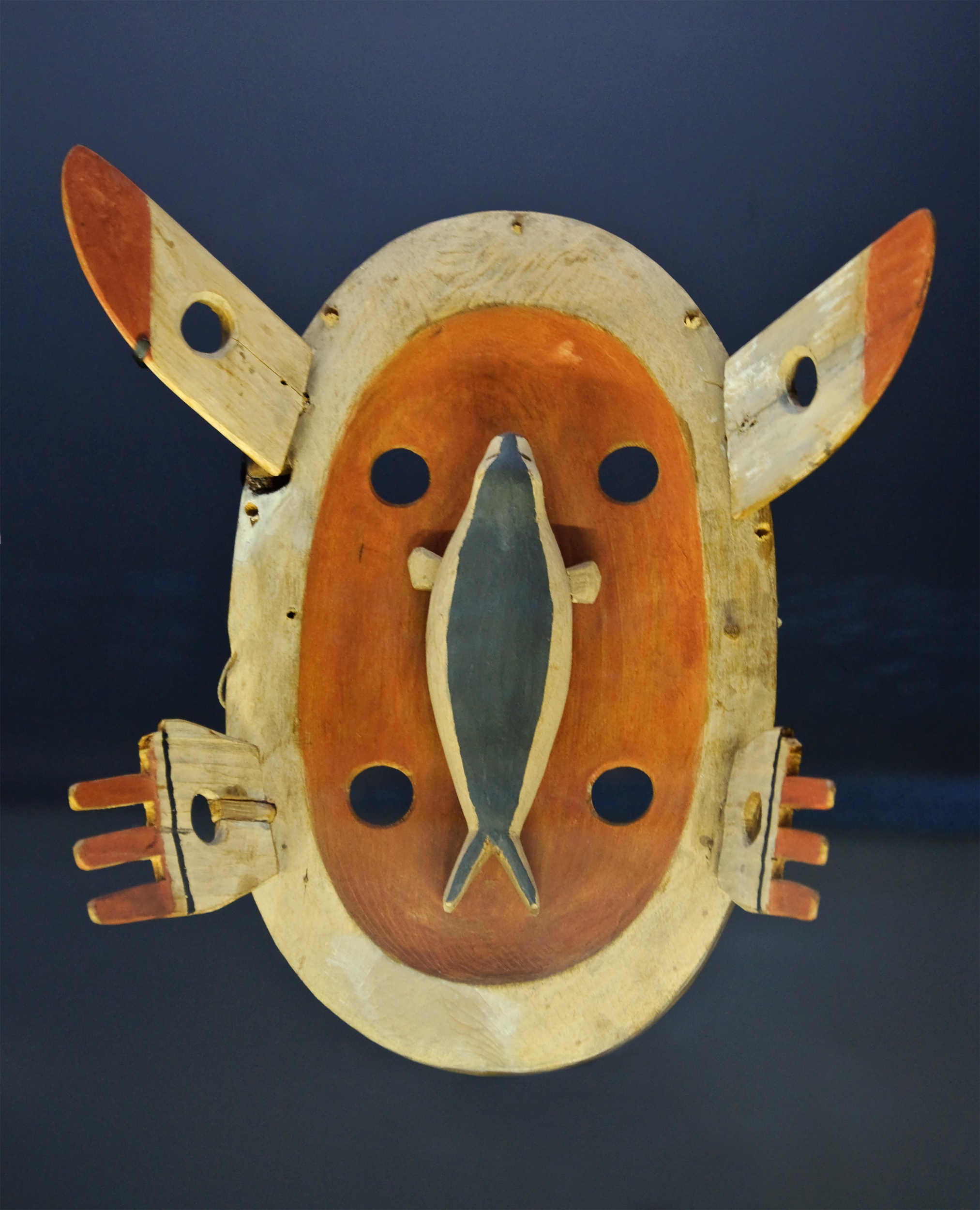
Màscara Yupik de Sitka, Alaska.

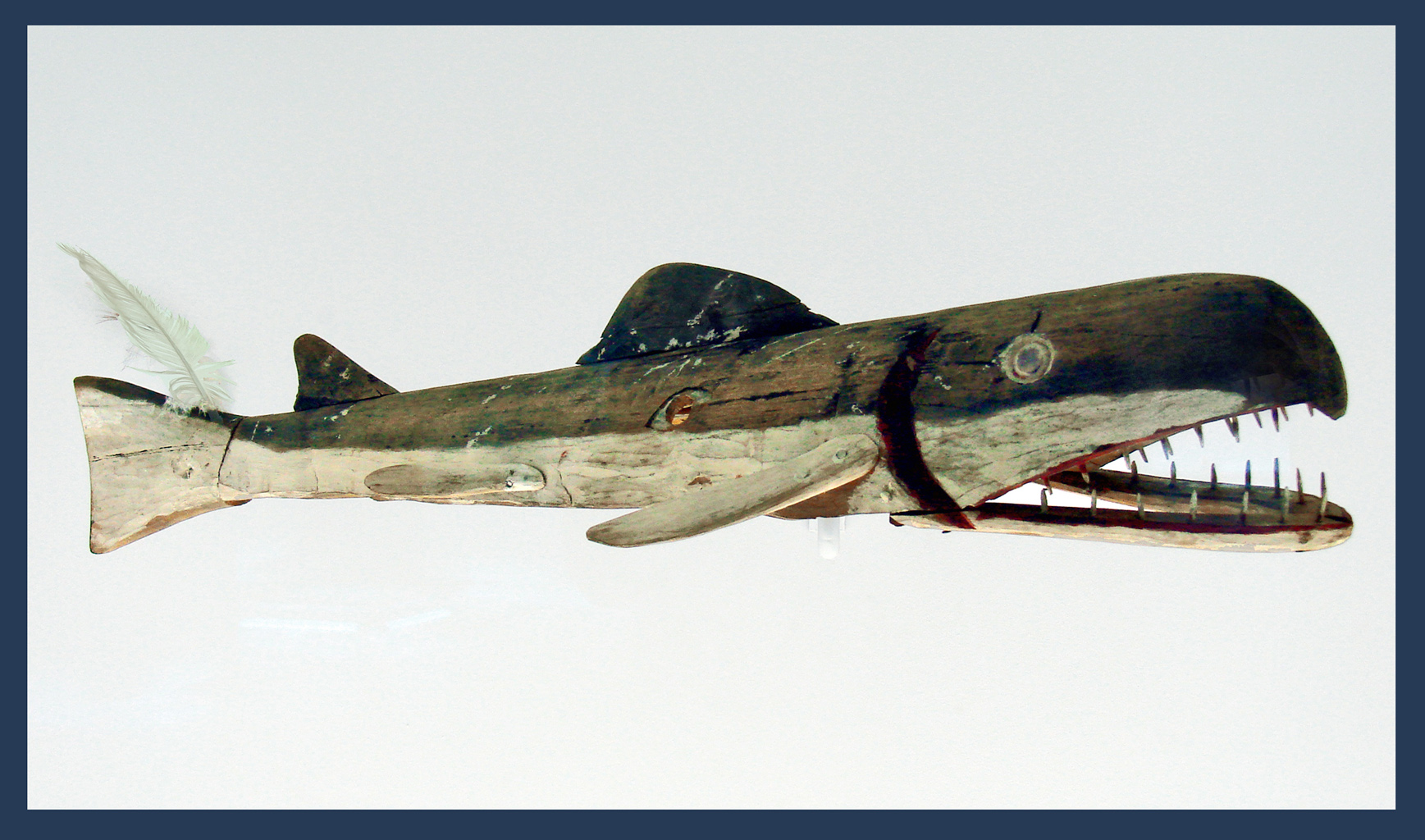
Màscara Yupik en forma de peix o balena.

Els yupik són un dels dos grups principals de la família esquimal. El poble yupik parla cinc llengües diferents, depenent de l'àrea geogràfica. Aquests idiomes difereixen tant entre si que un parlant nadiu d'un d'ells no pot entendre els altres quatre, encara que sí captar la idea general d'una conversa.
Les llengües yupik pertanyen a la família de les llengües esquimoaleutianes. Els idiomes aleutians i esquimals es van separar cap a l'any 2000 aC, i les llengües yupik es van separar entre si i de l'inuktitut cap a l'any 1000.

## Distribució geogràfica de les llengües yupik
Les cinc llengües yupik són :
1. Sirenikski (també dit sirenik, antic sirenik o vuteen): parlat amb fluïdesa només per un ancià del poble de Sireniki (Сиреники), a Txukotka, a Sibèria oriental.
2. Naukanski (també dit naukan): parlat per unes 100 persones en els pobles de Laurence (Лаврентия), Lorino (Лорино) i Uelen (Уэлен), i voltants, en la península de Txukotka, a Sibèria oriental.
3. Yupik siberià central (també conegut com a yupigestun, akuzipik, yupik siberià, esquimal yupik siberià, esquimal yupik siberià central, yupik de l'Illa de Sant Llorenç, yuit, esquimal asiàtic, jupigyt, uupihyt, yupik de l'estret de Bering): parlat per la majoria dels yupik que habiten en l'extrem oriental de Rússia, i pels habitants de l'Illa de Sant Llorenç, Alaska. La majoria dels 1.000 yupiks de l'Illa de Sant Llorenç parlen encara el dialecte de Sant Llorenç d'aquesta llengua. Uns 300 dels 1.000 yupiks siberians de Rússia parlen encara el dialecte Chaplino d'aquesta llengua
4. Yupik d'Alaska central (també dit yupik central, yup’ik o esquimal d'Alaska occidental): parlat en Alaska des de Norton Sound fins a la Península d'Alaska, i en algunes illes, com les Nunivak. El nom d'aquesta llengua s'escriu de vegades yup’ik perquè els parlants el pronuncien amb una p llarga. Dels prop de 21.000 yupiks d'Alaska central, uns 13.000 parlen aquesta llengua, de la qual existeixen diversos dialectes. El més estès, el yupik central general, o yugtun, es parla en les zones del riu Yukón, Illa Nelson, el riu Kuskokwim i Bristol Bay. Altres dialectes són els de Norton Sound, Hooper Bay/Chevak i el de l'Illa Nunivak (anomenat cup’ik o cup’ig). Aquests dialectes difereixen entre si tant en la fonètica com en el lèxic. Dintre del yupik general central existeixen també subdialectes geogràfics amb importants diferències de vocabulari.
5. Yupik del Pacífic (també dit yupik del Golf Pacífic, chugach, alutiiq, o sugpiaq): parlat des de la Península d'Alaska fins a l'estret del Príncep Guillem. Hi ha uns 3.000 alutiiqs, però només 500 – 1,000 persones parlen encara aquesta llengua. El dialecte koniag es parla en la costa sud de la Península d'Alaska, i en l'Illa Kodiak. El dialecte chugach es parla a la Península de Kenai i a l'estret del Príncep Guillem.

## Sons

### Consonants
Tenen de 13 a 27 consonants.
Consonants del yup’ik central:
c (ts/ch), g (ɣ) (fricativa velar), gg (x) (fricativa velar sorda), k, l (ɮ) (fricativa lateral alveolar), ll (ɬ) (alveolar lateral sorda), m, ḿ (m sorda), n (alveolar), ń (n sorda), ng (ŋ), ńg (ŋ sorda), p, q (oclusiva uvular), r (ʀ) (fricativa uvular), rr (χ) (fricativa uvular sorda), s (z), ss (s), t (alveolar), û (w), v (v/w), vv (f), w (χw), y, ’ (geminació de la consonant precedent)

### Vocals
Les llengües yupik tenen quatre vocals: 'a', 'i', 'u' i schwa.
Vocals del yup'ik central:
a, aa, e (ə) (schwa), i, ii, u, uu
(Davant la proximitat de les consonants uvulars 'q', 'r' o 'rr', la vocal 'i' es pronuncia com una /e/ tancada, i 'u' com una /o/ tancada.)

## Gramàtica
Les llengües yupik, com altres llengües esquimoaleutianes, constituïxen un tipus particular d'idioma aglutinant dit idioma polisintètic: se "sintetitza" una arrel i diversos afixos gramaticals per a formar paraules llargues amb significat semblant al d'una frase completa.

## Sistemes d'escriptura
Els idiomes yupik no es van escriure fins a l'arribada dels europeus, al començament del segle xix. Els primers intents d'escriure yupik van ser fets pels missioners, que, amb els seus ajudants, parlants d'aquestes llengües, van traduir la Bíblia i altres textos religiosos al yupik. Quan Alaska va ser comprada per Estats Units, es va ensenyar als nens yupik a escriure en anglès amb al fabet llatí a les escoles públiques. Alguns van aprendre també el sistema d'escriptura yupik desenvolupat pel reverend Hinz, que utilitzava les lletres llatines i que s'ha convertit en el sistema d'escriptura més freqüent per al yupik. A Rússia, la majoria dels yupik van aprendre a llegir i escriure només rus, però alguns intel·lectuals van utilitzar l'alfabet ciríl·lic per a escriure el yupik. En els anys 60, la Universitat d'Alaska va reunir a un grup d'investigadors i de parlants nadius, qui van desenvolupar un sistema d'escriptura per a reemplaçar el de Hinz. Un dels objectius d'aquesta escriptura era que pogués adaptar-se a un teclat anglès, sense utilitzar signes diacrítics ni lletres extra.